# Promethei Planum
Il Promethei Planum è una struttura geologica della superficie di Marte.